# تولید دسته‌ای
تولید دسته‌ای، (به انگلیسی: Batch production) روشی از تولید است که در آن محصولات به صورت گروه‌ها یا مقادیر مشخص در یک مدت زمان مشخص تولید می‌شوند. دسته‌های تولید شده ممکن است مراحل متفاوت و مختلفی را در یک فرایند تولید طی کنند تا محصول نهایی مورد نظر را ساخته شود.تولید دسته ای برای بسیاری از انواع تولیدات استفاده می‌شود که ممکن است در تیراژ کمتری تولید شود تا کیفیت محصول تولیدی با استانداردهای مورد نظر مقایسه شود و از کیفیت محصول تولیدی اطمینان حاصل شود تا در صورت لزوم تغییراتی در فرایند تولید حاصل گردد. این برخلاف روش‌های تولید انبوه بزرگ یا تولید پیوسته است، که در آنها محصول یا فرایند نیازی به بررسی یا تغییر مکرر یا دوره‌ای ندارد.

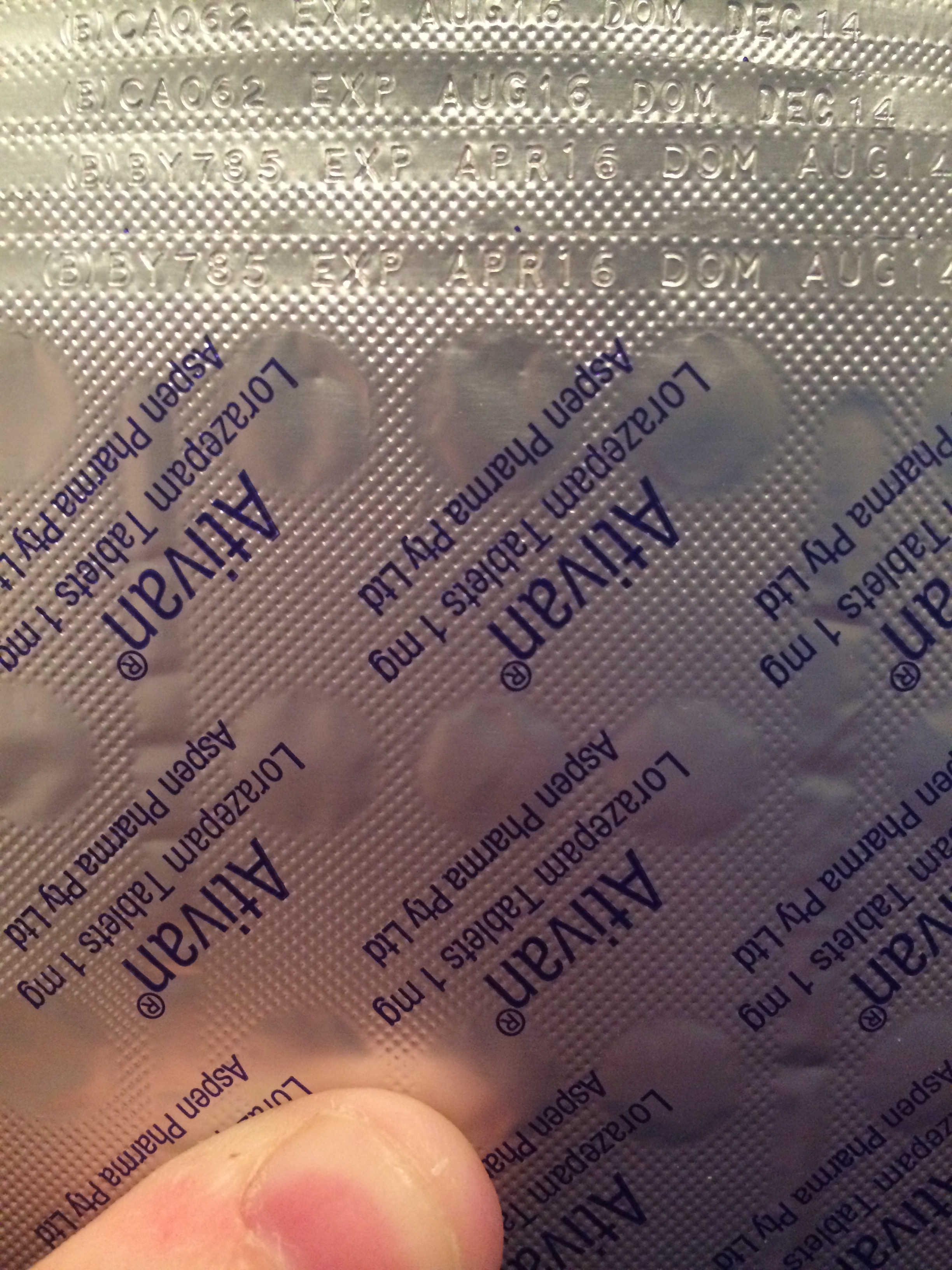
بسته‌ای از قرص‌های لرازپام که می‌توان مشاهده کرد بر روی بسته‌بندی شماره دسته نوشته است؛ بنابراین می‌توان نتیجه گرفت برای تولید این محصول از روش تولید دسته‌ای استفاده شده است.

## خصوصیات
در فرایند تولید دسته‌ای، ماشین‌ها به صورت پشت سر هم در فرایند تولید قرار می‌گیرند و به این صورت نیست که تمام ماشین‌های استفاده شده در پروسه تولید به صورت همزمان کاری را بر روی محصول انجام دهند. از مزایا روش تولید دسته ای، امکان تغییر یا اصلاح موقتی در صورت لزوم در محصول در حین فرایند تولید می‌باشد.به عنوان مثال، اگر محصولی نیاز به تغییر ناگهانی در مواد یا تغییر جزئیات داشت، می‌توان یک دسته از میان دسته‌ها را این گونه تغییر داد تا خواص مورد نیاز حاصل شود. برخلاف تولید مونتاژ یا تولید انبوه که در آن نمی‌توان چنین تغییراتی را به راحتی انجام داد. زمانی که طول می‌کشد تا پروسه تولید یک دسته کامل شود را زمان چرخه نامیده می‌نامند و به هر دسته ممکن است یک عدد اختصاص داده شود.

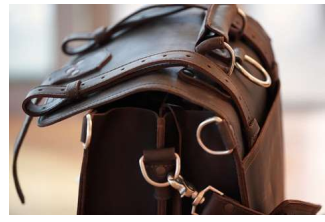
یکی از استفاده‌های روش تولید دسته‌ای برای تولید محصولات چرمی است.

## مزایا
از آنجا که تولید دسته ای شامل دسته‌های کوچک است، برای کنترل کیفیت خوب است. به عنوان مثال، اگر اشتباهی در فرایند وجود داشته باشد، می‌توان آن را با ضرر بسیار کمتری نسبت به فرایند تولید انبوه برطرف کرد. این همچنین باعث می‌شود تولید کننده ریسک کمتری برای طرح‌ها و محصولات جدیدتر متحمل شود.که باعث می‌شود وابسته به نیاز تولید کننده فرایند تولید تغییر داده شود تا در هزینه‌های تولید صرفه‌جویی صورت گیرد.در موارد خاص، تولید دسته ای ممکن است به تجهیزات ارزان تری نیاز داشته باشد، بنابراین هزینه سرمایه‌گذاری اولیه مورد نیاز برای راه اندازی این نوع سیستم کاهش می‌یابد.

## معایب
ممکن است بین دسته‌های جداگانه زمان توقف وجود داشته باشد. یا اگر محصول به‌طور مداوم در طول فرایند تغییر می‌کند یا در حال تغییر است، این نیز می‌تواند باعث از کاهش سرعت خط تولید شود. از جمله معایب دیگر این روش این است که دسته‌های کوچکتر به برنامه‌ریزی، زمان‌بندی و کنترل بیشتری بر فرایند و جمع‌آوری داده‌ها نیاز دارند. به دلیل این عوامل، اقلام ساخته شده با استفاده از تولید دسته ای ممکن است هزینه واحد بالاتری داشته باشند و در مقایسه با تولید مداوم زمان بیشتری برای تولید یک قطعه را صرف کنند.

## فهرست منابع
1. 1 2  "Britannica Money". www.britannica.com (به انگلیسی). 2024-03-15. Retrieved 2024-04-15.
2. 1 2  Francis، Abey (۲۰۱۰-۰۴-۲۹). «Batch Production and It's Key Characteristics». MBA Knowledge Base (به انگلیسی). دریافت‌شده در ۲۰۲۴-۰۴-۱۵.
3. 1 2 3  John Spacy (15/4/2024). «تفاوت تولید انبوه و تولید دسته‌ای». تاریخ وارد شده در |تاریخ= را بررسی کنید (کمک)
4. ↑  «Batch Manufacturing - an overview | ScienceDirect Topics». www.sciencedirect.com. دریافت‌شده در ۲۰۲۴-۰۴-۱۵.
5. ↑  «Assembly Line vs. Batch Process». Small Business - Chron.com (به انگلیسی). دریافت‌شده در ۲۰۲۴-۰۴-۱۵.
6. 1 2 3 4  «Batch Production System: Characteristics | Advantages | Disadvantages | Business Finance and Accounting Blog» (به انگلیسی). ۲۰۱۷-۱۰-۲۱. دریافت‌شده در ۲۰۲۴-۰۴-۱۵.